# ريتنو مارسودي
ريتنو ليستاري بريانساري مارسودي (27 نوفمبر 1962 في سمارانع – ) هي دبلوماسية إندونيسية تشغل منصب وزيرة الخارجية في حكومة جوكو ويدودو منذ عام 2014. وهي أول وزيرة يتم تعيينها في هذا المنصب. شغلت في السابق منصب سفيرة إندونيسيا لدى هولندا بين عامي 2012 و2014، وكذلك سفيرة إندونيسيا لدى أيسلندا والنرويج بين عامي 2005 و2008.

## الأوسمة

### الأوسمة الأجنبية
- في 20 أغسطس 2024، منحها الرئيس الفلسطيني محمود عباس درجة «نجمة الاستحقاق» من وسام دولة فلسطين وذلك: «تقديراً لجهودها في الدفاع عن الحقوق الفلسطينية.»[3]